# Val-des-Lacs
Val-des-Lacs est une municipalité du Québec (Canada) située dans les Laurentides à environ 70 kilomètres au nord de la ville de Saint-Jérôme.

## Histoire
Val-des-Lacs naît d’un camp de bûcherons près des contreforts de la montagne grise et de la vache noire. En 1925, une première église est construite à proximité du lac. Cependant, elle brûle en 1932 et une nouvelle église est construite plus en retrait du lac. En 1943, cette nouvelle église brûle à son tour. La troisième église est aujourd’hui transformée en centre culturel avec des expositions d’art.
Le village de Val-des-Lacs s’est développé autour du lac. En 1932, la municipalité est créée sous le nom de St-Agricole et change de nom en 1968 pour prendre le nom de Val-des-Lacs. Depuis, le village a délaissé ses activités forestières pour se convertir dans le tourisme. La proximité du parc national du Mont Tremblant et des pentes de ski alpin entraîne la création de restaurants et de petites auberges.

## Géographie
La rivière Le Boulé traverse le nord-ouest de la municipalité du nord au sud.
À partir du lac Quenouille, dans le sud-ouest de la municipalité, la rivière Archambault coule vers le nord-ouest.
À partir du lac de l'Orignal, dans le sud-est de la municipalité, la rivière Bride coule vers le sud-ouest jusqu'à sa confluence avec la rivière Archambault.

## Démographie
| 1991 | 1996 | 2001 | 2006 | 2011 | 2016 | 2021 |
| ---- | ---- | ---- | ---- | ---- | ---- | ---- |
| 495  | 627  | 685  | 778  | 721  | 744  | 741  |

## Administration
Les élections municipales se font en bloc pour le maire et les six conseillers.
| Val-des-Lacs Maires depuis 2003                                                                                      |                       |         |          |
| Élection | Maire                 | Qualité | Résultat |
| 2003 | Lizette Piché         |         | Voir     |
| 2005 | Berthe Bélanger       |         | Voir     |
| 2009 | Berthe Bélanger       | Voir    |          |
| 2013 | Jean-François Delisle |         | Voir     |
| 2017 | Jean-Philippe Martin  |         | Voir     |
| août 2021 | Denis Desautels       |         | Voir     |
| 2021 | Paul Kushner          |         | Voir     |
| Élection partielle en italique Depuis 2005, les élections sont simultanées dans toutes les municipalités québécoises |                       |         |          |

## Éducation
L'école anglophone Académie Sainte-Agathe à Sainte-Agathe-des-Monts, gérée par la Commission scolaire Sir Wilfrid Laurier, dessert la ville (primaire et secondaire).

## Galerie photos

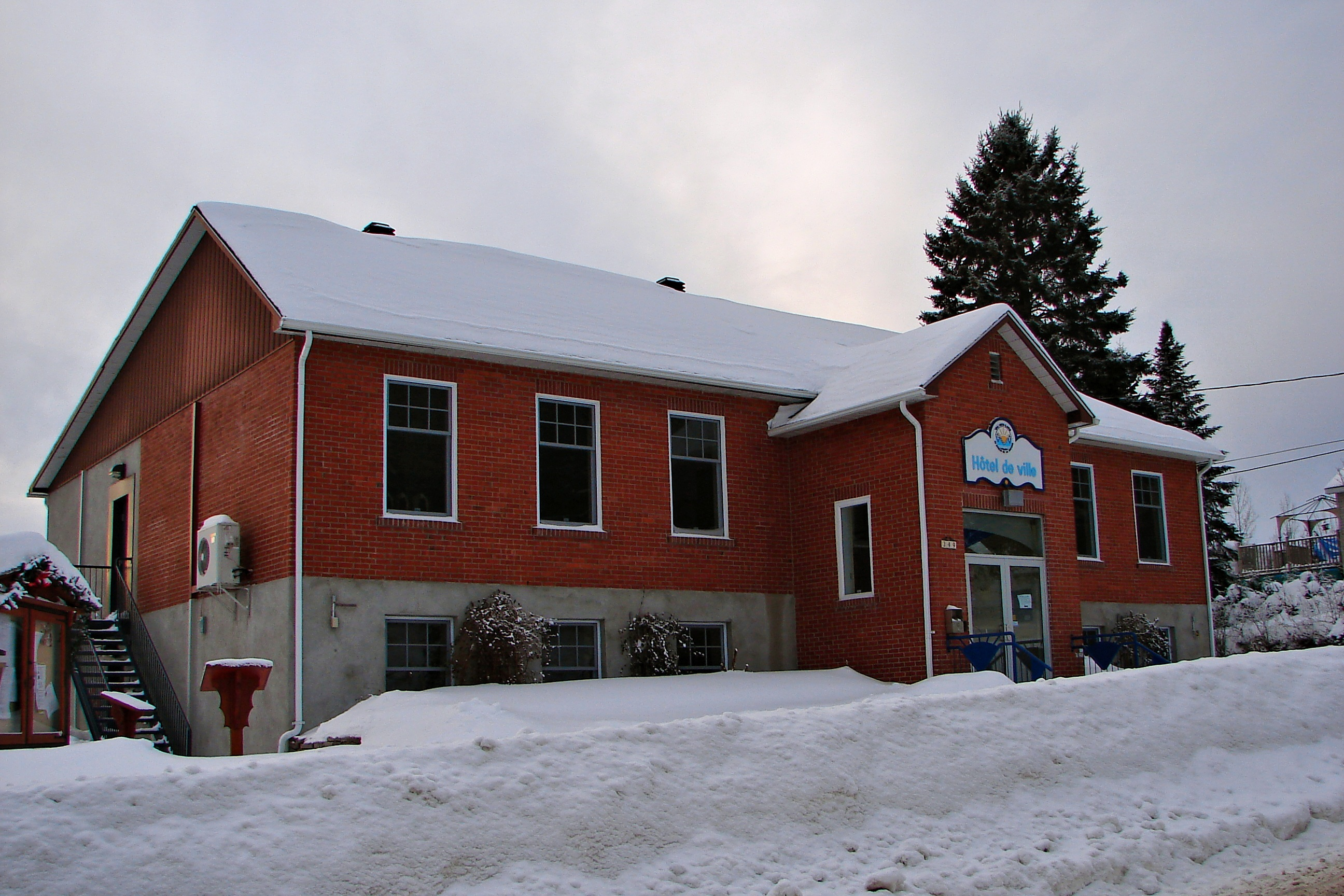
Mairie de Val-des-Lacs